# البطاحين

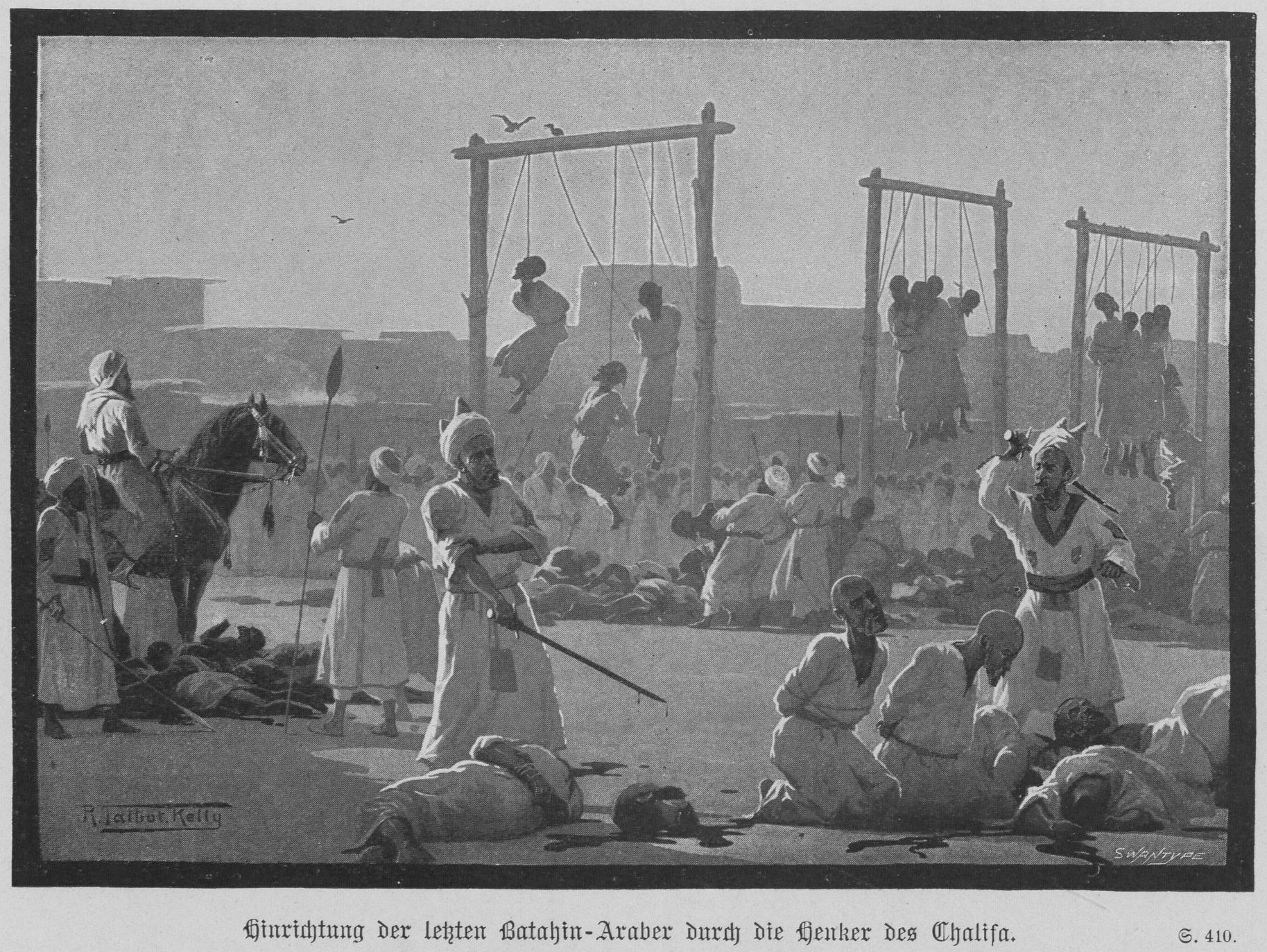
إعدام العرب البطاحين على يد جلادي الخليفة 1896

البطاحين قبيلة عربية في منطقة البطانة في السودان. والبطاحين من المسلمين الناطقين بالعربية ، ويبلغ تعدادهم حوالي 200,000 نسمة. [بحاجة لمصدر]